# Alfonso Ferri
Alfonso Ferri, talvolta indicato come Alfonso Ferro (Napoli, inizi del XVI secolo – 1595), è stato un medico italiano.

## Biografia
Abile chirurgo, lavorò alla corte pontificia sotto tre papi: Paolo III, Paolo IV e Giulio III. Insegnò a Roma e a Napoli.
Pubblicò un trattato sulle ferita da arma da fuoco, ma la sua più importante opera fu l'invenzione di uno strumento destinato all'estrazione dei proiettili dalle ferite. Questo, in onore del famoso medico, fu chiamato alphonsinium.

## Opere
- (LA) De ligni sancti multeplici medicina et vini exhibitione, Paris, Vivant Gaultherot, 1542.